# میگل آنخل ریو
میگل آنخل ریو (انگلیسی: Miguel Ángel Riau؛ زادهٔ ۲۷ ژانویهٔ ۱۹۸۹) بازیکن فوتبال اهل اسپانیا است.
از باشگاه‌هایی که در آن بازی کرده‌است می‌توان به باشگاه فوتبال سابادل اشاره کرد.